# Ray Lumpp
Raymond «Ray» George Lumpp (Brooklyn, Nueva York, 11 de julio de 1923-Mineola, Nueva York, 16 de enero de 2015) fue un baloncestista estadounidense que disputó 5 temporadas en la NBA, la mayor parte de las mismas con los New York Knicks. Con 1,86 metros de estatura, jugaba en la posición de base. Ganó la medalla de oro en los Juegos Olímpicos de Londres 1948 con la selección estadounidense.

## Trayectoria deportiva

### Universidad
Jugó durante 4 temporadas con los Violets de la Universidad de Nueva York, con la que consiguió llegar a la final del National Invitation Tournament en 1948, cayendo ante la Universidad de St. Louis, liderados por Ed Macauley. Fue incluido en el Salón de la Fama de su universidad en 1974.

### Selección estadounidense
En 1948 se realizaron unas pruebas en el Madison Square Garden de Nueva York para decidir el equipo que representaría a Estados Unidos en los Juegos Olímpicos de Londres, invitando a las dos universidades más potentes del momento, NYU y Kentucky, y a los dos mejores equipos de la AAU. De esa preselección salió elegido Lummp. Años más tarde declararía: 

Fue, sencillamente, la mejor experiencia de mi vida. No compites en tu propio beneficio, sino que lo haces por tu equipo, por tu país. ¿Qué puede ser más significativo para cualquier persona?

 Los norteamericanos se harían con la medalla de oro, derrotando a Francia en la final por 65-21, en un partido en el que Lumpp anotó 10 puntos. En el total de la competición promedió 7 puntos por partido.

### Profesional
Fue elegido por los Indianapolis Jets en una de las últimas rondas del Draft de la BAA de 1948. Alí jugó durante 37 partidos antes de conseguir su sueño de ser traspasado al equipo de su ciudad, los New York Knicks, acabando la temporada liderando a los novatos en anotación, promediando 13,5 puntos por partido. En las tres siguientes temporadas coincidió con jugadores de una gran calidad, como Harry Gallatin, Max Zaslofsky, Sweetwater Clifton, Vince Boryla o Dickie McGuire, con los que llegaría en dos ocasiones a disputar las Finales de la NBA, cayendo en ambas ocasiones por el mismo resultado apretado:4-3, en 1951 ante Rochester Royals y en 1952 ante Minneapolis Lakers.
Nada más comenzar la temporada 1952-53 fue traspasado a Baltimore Bullets, acabando el año promediando 10,2 puntos y 3,2 asistencias, retirándose con 29 años al finalizar la temporada. En sus cinco años como profesional promedió 8,2 puntos, 2,2 rebotes y 2,2 asistencias por partido.

## Estadísticas de su carrera en la NBA

### Temporada regular
| Temp.   | Edad | Equipo       | Liga  | P   | TIT | MIN  | TC  | TCA  | %TC  | 3P | 3PA | %3P | TL  | TLA | %TL   | R.OF. | R.DEF. | REB | ASIS | ROB | TAP | PER | FP  | PTS  |
| 1948-49 | 25   | TOTAL        | BAA   | 61  |     |      | 4.6 | 13.1 | .349 |    |     |     | 3.6 | 4.6 | .774  |       |        |     | 2.6  |     |     |     | 2.8 | 12.7 |
| 1948-49 | 25   | Indianapolis | BAA   | 37  |     |      | 4.4 | 13.2 | .331 |    |     |     | 3.5 | 4.6 | .754  |       |        |     | 3.4  |     |     |     | 2.7 | 12.2 |
| 1948-49 | 25   | New York     | BAA   | 24  |     |      | 4.9 | 13.0 | .376 |    |     |     | 3.8 | 4.7 | .804  |       |        |     | 1.4  |     |     |     | 3.1 | 13.5 |
| 1949-50 | 26   | New York     | NBA   | 58  |     |      | 1.6 | 4.9  | .322 |    |     |     | 1.5 | 1.9 | .796  |       |        |     | 1.6  |     |     |     | 2.0 | 4.6  |
| 1950-51 | 27   | New York     | NBA   | 64  |     |      | 2.4 | 5.9  | .404 |    |     |     | 1.9 | 2.5 | .775  |       |        | 2.0 | 1.8  |     |     |     | 2.5 | 6.7  |
| 1951-52 | 28   | New York     | NBA   | 62  |     | 21.2 | 3.0 | 7.7  | .387 |    |     |     | 1.5 | 1.9 | .756  |       |        | 2.0 | 2.0  |     |     |     | 2.7 | 7.4  |
| 1952-53 | 29   | TOTAL        | NBA   | 55  |     | 25.9 | 3.4 | 9.2  | .372 |    |     |     | 2.8 | 3.7 | .743  |       |        | 2.6 | 3.1  |     |     |     | 3.2 | 9.6  |
| 1952-53 | 29   | New York     | NBA   | 6   |     | 16.5 | 1.3 | 5.0  | .267 |    |     |     | 2.0 | 2.0 | 1.000 |       |        | 3.0 | 2.0  |     |     |     | 3.0 | 4.7  |
| 1952-53 | 29   | Baltimore    | NBA   | 49  |     | 27.0 | 3.7 | 9.7  | .378 |    |     |     | 2.9 | 4.0 | .727  |       |        | 2.5 | 3.2  |     |     |     | 3.3 | 10.2 |
| Total   |      |              | TOTAL | 300 |     | 23.4 | 3.0 | 8.1  | .366 |    |     |     | 2.2 | 2.9 | .767  |       |        | 2.2 | 2.2  |     |     |     | 2.6 | 8.2  |
|         |      |              | NBA   | 239 |     | 23.4 | 2.6 | 6.9  | .375 |    |     |     | 1.9 | 2.5 | .764  |       |        | 2.2 | 2.1  |     |     |     | 2.6 | 7.1  |
|         |      |              | BAA   | 61  |     |      | 4.6 | 13.1 | .349 |    |     |     | 3.6 | 4.6 | .774  |       |        |     | 2.6  |     |     |     | 2.8 | 12.7 |

### Playoffs
| Temp.   | Edad | Equipo    | Liga  | P  | MIN | TCA | TC  | 3PA | 3P | TLA | TL | R.OF. | REB | ASIS | ROB | TAP | PER | FP  | PTS | %TC  | %3P | %FT  | MIN  | PTS  | REB | AST |
| 1948-49 | 25   | New York  | BAA   | 6  |     | 21  | 73  |     |    | 27  | 35 |       |     | 11   |     |     |     | 26  | 69  | .288 |     | .771 |      | 11.5 |     | 1.8 |
| 1949-50 | 26   | New York  | NBA   | 5  |     | 10  | 18  |     |    | 2   | 3  |       |     | 3    |     |     |     | 10  | 22  | .556 |     | .667 |      | 4.4  |     | 0.6 |
| 1950-51 | 27   | New York  | NBA   | 13 |     | 24  | 67  |     |    | 20  | 23 |       | 20  | 23   |     |     |     | 40  | 68  | .358 |     | .870 |      | 5.2  | 1.5 | 1.8 |
| 1951-52 | 28   | New York  | NBA   | 12 | 194 | 13  | 53  |     |    | 23  | 25 |       | 19  | 15   |     |     |     | 35  | 49  | .245 |     | .920 | 16.2 | 4.1  | 1.6 | 1.3 |
| 1952-53 | 29   | Baltimore | NBA   | 2  | 75  | 7   | 33  |     |    | 7   | 10 |       | 8   | 5    |     |     |     | 8   | 21  | .212 |     | .700 | 37.5 | 10.5 | 4.0 | 2.5 |
| Total   |      |           | TOTAL | 38 | 269 | 75  | 244 |     |    | 79  | 96 |       | 47  | 57   |     |     |     | 119 | 229 | .307 |     | .823 | 19.2 | 6.0  | 1.7 | 1.5 |
|         |      |           | NBA   | 32 | 269 | 54  | 171 |     |    | 52  | 61 |       | 47  | 46   |     |     |     | 93  | 160 | .316 |     | .852 | 19.2 | 5.0  | 1.7 | 1.4 |
|         |      |           | BAA   | 6  |     | 21  | 73  |     |    | 27  | 35 |       |     | 11   |     |     |     | 26  | 69  | .288 |     | .771 |      | 11.5 |     | 1.8 |

## Vida posterior
Nada más acabar su carrera como jugador, fue contratado como director deportivo en su alma mater, la Universidad de Nueva York. Durante 43 años fue el director deportivo del New York Athletic Club, y fue miembro de la candidatura de la ciudad de Nueva York para organizar los Juegos Olímpicos en el año 2012.
Estuvo casado con su mujer, Annie, durante 54 años hasta que ésta falleció. Tuvieron 4 hijos y 12 nietos, todos ellos residiendo cerca de Ray, en la zona de Long Island.